# ويليامز
ويليامز (بالإنجليزية: Williams, Arizona)‏ هي مدينة تقع في مقاطعة كوكونينو، أريزونا بولاية أريزونا في الولايات المتحدة. تبلغ مساحتها 113.4 (كم²)، وترتفع عن سطح البحر 2062 م، بلغ عدد سكانها 3023 نسمة في عام 2010 حسب إحصاء مكتب تعداد الولايات المتحدة .

## التركيبة السكانية
حدّد مكتب تعداد الولايات المتحدة بيانات التركيبة السكانية لويليامز في تعداد الولايات المتحدة. في ما يلي، التركيبة السكانية حسب تعدادي 2000 و2010.

### تعداد عام 2000
بلغ عدد سكان ويليامز 2,842 نسمة بحسب تعداد عام 2000، وبلغ عدد الأسر 1,057 أسرة وعدد العائلات 734 عائلة مقيمة في المدينة. في حين سجلت الكثافة السكانية 24.8 نسمة لكل كيلومتر مربع (64.2/ميل2). وبلغ عدد الوحدات السكنية 1,204 وحدة بمتوسط كثافة قدره 10.5 لكل كيلومتر مربع (27.2/ميل2).
وتوزع التركيب العرقي للمدينة بنسبة 77.13% من البيض و2.89% من الأمريكيين الأفارقة و1.72% من الأمريكيين الأصليين و1.34% من الأمريكيين ذوي الأصول الآسيوية و0.04% من سكان جزر المحيط الهادئ و14.22% من الأعراق الأخرى و2.67% من عرقين مختلطين أو أكثر و32.34% من الهسبانيون أو اللاتينيون من أي عرق.
بلغ عدد الأسر 1,057 أسرة كانت نسبة 40% منها لديها أطفال تحت سن الثامنة عشر تعيش معهم، وبلغت نسبة الأزواج القاطنين مع بعضهم البعض 51.1% من أصل المجموع الكلي للأسر، ونسبة 13.3% من الأسر كان لديها معيلات من الإناث دون وجود شريك، بينما كانت نسبة 5% من الأسر لديها معيلون من الذكور دون وجود شريكة وكانت نسبة 30.6% من غير العائلات. تألفت نسبة 26.6% من أصل جميع الأسر من عدة أفراد يعيشون في نفس المنزل ونسبة 11.4% كانت تتألف من شخص يعيش بمفرده يبلغ من العمر 65 عاماً أو أكثر. وبلغ متوسط حجم الأسرة المعيشية 2.69، أما متوسط حجم العائلات فبلغ 3.24.
بلغ العمر الوسطي للسكان 34.6 عاماً. وكانت نسبة 29.8% من القاطنين تحت سن الثامنة عشر، وكانت نسبة 8.6% بين الثامنة عشر والرابعة والعشرين عاماً، ونسبة 28.3% كانت واقعةً في الفئة العمرية ما بين الخامسة والعشرين والرابعة والأربعين عاماً، ونسبة 22.2% كانت ما بين الخامسة والأربعين والرابعة والستين، ونسبة 11.1% كانت ضمن فئة الخامسة والستين عاماً فما فوق. يوجد لكل 100 أنثى 103.4 ذكر، ويوجد لكل 100 أنثى في الثامنة عشر من عمرها فما فوق 96.4 ذكر.
بلغ متوسط دخل الأسرة في المدينة 32,455 دولارًا، أما متوسط دخل العائلة فبلغ 39,063 دولارًا. وكان متوسط دخل الذكور 27,237 دولارًا مقابل 25,162 دولارًا للإناث. وسجل دخل الفرد الخاص بالمدينة 16,223 دولارًا. وكانت نسبة 9.9% من العائلات ونسبة 12.8% من السكان تحت خط الفقر، وكان من هؤلاء نسبة 18.6% تحت سن الثامنة عشر ونسبة 11.6% في الخامسة والستين من العمر وما فوق.

### تعداد عام 2010
بلغ عدد سكان ويليامز 3,023 نسمة بحسب تعداد عام 2010، وبلغ عدد الأسر 1,168 أسرة وعدد العائلات 785 عائلة مقيمة في المدينة. في حين سجلت الكثافة السكانية 26.4 نسمة لكل كيلومتر مربع (68.4/ميل2). وبلغ عدد الوحدات السكنية 1,426 وحدة بمتوسط كثافة قدره 12.5 لكل كيلومتر مربع (32.4/ميل2).
وتوزع التركيب العرقي للمدينة بنسبة 76.28% من البيض و1.69% من الأمريكيين الأفارقة و1.82% من الأمريكيين الأصليين و0.99% من الأمريكيين ذوي الأصول الآسيوية و0.10% من سكان جزر المحيط الهادئ و15.42% من الأعراق الأخرى و3.70% من عرقين مختلطين أو أكثر و35.56% من الهسبانيون أو اللاتينيون من أي عرق.
بلغ عدد الأسر 1,168 أسرة كانت نسبة 34.8% منها لديها أطفال تحت سن الثامنة عشر تعيش معهم، وبلغت نسبة الأزواج القاطنين مع بعضهم البعض 46.5% من أصل المجموع الكلي للأسر، ونسبة 14.4% من الأسر كان لديها معيلات من الإناث دون وجود شريك، بينما كانت نسبة 6.3% من الأسر لديها معيلون من الذكور دون وجود شريكة وكانت نسبة 32.8% من غير العائلات. تألفت نسبة 26.3% من أصل جميع الأسر من عدة أفراد يعيشون في نفس المنزل ونسبة 9.2% كانت تتألف من شخص يعيش بمفرده يبلغ من العمر 65 عاماً أو أكثر. وبلغ متوسط حجم الأسرة المعيشية 2.59، أما متوسط حجم العائلات فبلغ 3.13.
بلغ العمر الوسطي للسكان 39.2 عاماً. وكانت نسبة 25.7% من القاطنين تحت سن الثامنة عشر، وكانت نسبة 9.1% بين الثامنة عشر والرابعة والعشرين عاماً، ونسبة 21.7% كانت واقعةً في الفئة العمرية ما بين الخامسة والعشرين والرابعة والأربعين عاماً، ونسبة 29.4% كانت ما بين الخامسة والأربعين والرابعة والستين، ونسبة 14% كانت ضمن فئة الخامسة والستين عاماً فما فوق. وتوزع التركيب الجنسي للسكان بنسبة 49.6% ذكور و50.4% إناث.

## المناخ
يظهر الجدول التالي التغييرات المناخية على مدار السنة لويليامز:
| البيانات المناخية لـويليامز           | البيانات المناخية لـويليامز | البيانات المناخية لـويليامز | البيانات المناخية لـويليامز | البيانات المناخية لـويليامز | البيانات المناخية لـويليامز | البيانات المناخية لـويليامز | البيانات المناخية لـويليامز | البيانات المناخية لـويليامز | البيانات المناخية لـويليامز | البيانات المناخية لـويليامز | البيانات المناخية لـويليامز | البيانات المناخية لـويليامز | البيانات المناخية لـويليامز |
| الشهر                                 | يناير                       | فبراير                      | مارس                        | أبريل                       | مايو                        | يونيو                       | يوليو                       | أغسطس                       | سبتمبر                      | أكتوبر                      | نوفمبر                      | ديسمبر                      | المعدل السنوي               |
| ------------------------------------- | --------------------------- | --------------------------- | --------------------------- | --------------------------- | --------------------------- | --------------------------- | --------------------------- | --------------------------- | --------------------------- | --------------------------- | --------------------------- | --------------------------- | --------------------------- |
| الدرجة القصوى °ف (°م)                 | 74 (23)                     | 74 (23)                     | 76 (24)                     | 87 (31)                     | 92 (33)                     | 100 (38)                    | 102 (39)                    | 101 (38)                    | 93 (34)                     | 85 (29)                     | 80 (27)                     | 74 (23)                     | 102 (39)                    |
| متوسط درجة الحرارة الكبرى °ف (°م)     | 46.5 (8.1)                  | 48.5 (9.2)                  | 53.8 (12.1)                 | 61.6 (16.4)                 | 71.2 (21.8)                 | 80.7 (27.1)                 | 83.3 (28.5)                 | 80.5 (26.9)                 | 75.3 (24.1)                 | 65.3 (18.5)                 | 54.3 (12.4)                 | 46.5 (8.1)                  | 64.0 (17.8)                 |
| المتوسط اليومي °ف (°م)                | 34.9 (1.6)                  | 36.8 (2.7)                  | 41.0 (5.0)                  | 47.5 (8.6)                  | 56.3 (13.5)                 | 65.0 (18.3)                 | 69.2 (20.7)                 | 67.2 (19.6)                 | 61.7 (16.5)                 | 51.6 (10.9)                 | 41.8 (5.4)                  | 34.9 (1.6)                  | 50.7 (10.4)                 |
| متوسط درجة الحرارة الصغرى °ف (°م)     | 23.3 (−4.8)                 | 25.0 (−3.9)                 | 28.2 (−2.1)                 | 33.4 (0.8)                  | 41.5 (5.3)                  | 49.4 (9.7)                  | 55.1 (12.8)                 | 53.8 (12.1)                 | 48.1 (8.9)                  | 37.9 (3.3)                  | 29.2 (−1.6)                 | 23.2 (−4.9)                 | 37.3 (2.9)                  |
| أدنى درجة حرارة °ف (°م)               | −25 (−32)                   | −18 (−28)                   | −6 (−21)                    | 2 (−17)                     | 8 (−13)                     | 22 (−6)                     | 32 (0)                      | 32 (0)                      | 11 (−12)                    | 7 (−14)                     | −7 (−22)                    | −17 (−27)                   | −25 (−32)                   |
| الهطول إنش (مم)                       | 2.22 (56)                   | 2.42 (61)                   | 2.16 (55)                   | 1.03 (26)                   | .58 (15)                    | .44 (11)                    | 2.84 (72)                   | 3.41 (87)                   | 1.83 (46)                   | 1.55 (39)                   | 1.67 (42)                   | 1.98 (50)                   | 22.13 (560)                 |
| متوسط تساقط الثلوج إنش (سم)           | 18.5 (47)                   | 15.8 (40)                   | 13.3 (34)                   | 5.5 (14)                    | .2 (0.51)                   | 0 (0)                       | 0 (0)                       | 0 (0)                       | 0 (0)                       | .5 (1.3)                    | 5.0 (13)                    | 12.1 (31)                   | 70.9 (180.81)               |
| متوسط أيام هطول الأمطار (≥ 0.01 inch) | 6.5                         | 6.4                         | 6.7                         | 3.8                         | 3.2                         | 2.3                         | 10.0                        | 11.8                        | 6.4                         | 4.3                         | 4.5                         | 5.8                         | 71.7                        |
| متوسط الأيام المثلجة (≥ 0.1 inch)     | 4.2                         | 3.8                         | 3.4                         | 1.8                         | .1                          | 0                           | 0                           | 0                           | 0                           | .2                          | 1.7                         | 3.4                         | 18.5                        |
| المصدر: NOAA (extremes 1897–present)  |                             |                             |                             |                             |                             |                             |                             |                             |                             |                             |                             |                             |                             |

## أعلام
- وليام موريتز
- روس هاغن
- توم راي
- ديانا غابالدون
- فرانك واين مارش